# Flashback (psicologia)
Um flashback, ou memória recorrente involuntária, é um fenômeno psicológico em que o indivíduo revê de forma súbita e intensa uma experiência passada ou elementos dela. Tais experiências podem ser atemorizantes, felizes, tristes, estimulantes ou envolver outras emoções. O termo é empregado sobretudo quando a memória é recordada de forma involuntária, chegando a reviver o acontecido sem que se perceba que se trata de uma memória e não de um fato ocorrendo em tempo real.

## História

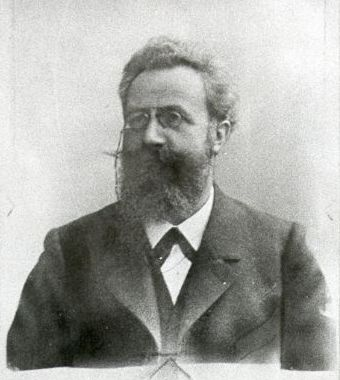
Hermann Ebbinghaus (1850–1909)

Os flashbacks são experiências pessoais que surgem na consciência sem tentativa consciente e premeditada de buscar ou recuperar a memória. Tais experiências podem não ter relação com a situação presente e, em indivíduos com Transtorno de estresse pós-traumático, interferem significativamente na vida cotidiana. A memória divide-se em processos voluntários, que são Consciência, e involuntários, que são Inconsciente, atuando de forma independente. As investigações sobre memória remontam a Hermann Ebbinghaus, que estudou Sílabas sem sentido. Ebbinghaus classificou a memória em três categorias: sensorial, curto prazo e longo prazo. A memória sensorial consiste em um armazenamento breve de informações em um meio específico, por exemplo a linha que se vê ao mover um faísca. A memória de curto prazo retém as informações necessárias para a execução de tarefas e a memória de longo prazo armazena informações por períodos extensos, permitindo lembrar de acontecimentos passados. Poucas pesquisas na Psicologia cognitiva investigaram os flashbacks, embora na área clínica estes sejam reconhecidos como sintomas de diversos transtornos, inclusive do TEPT. A crítica de Miller de 1962 a 1974 argumentou que as memórias involuntárias não deveriam ser estudadas devido à sua fragilidade.

## Teoria
Pouco se sabe sobre a experiência subjetiva dos flashbacks devido à natureza evasiva das memórias recorrentes involuntárias. Sabe-se que sua ocorrência está ligada à forma de codificação inicial, à organização da memória e ao modo como o evento é posteriormente recordado. As teorias dividem-se em duas vertentes. A perspectiva do mecanismo especial defende que as memórias involuntárias derivam de eventos traumáticos atribuídos a um mecanismo específico de memória, enquanto a visão do mecanismo básico, fundamentada em pesquisas, sustenta que as memórias traumáticas seguem os mesmos parâmetros das memórias cotidianas. Ambas as visões concordam que tais memórias resultam de eventos raros que provocam reações emocionais intensas ao romper com expectativas habituais. Na perspectiva do mecanismo especial a codificação voluntária torna-se fragmentada dificultando a recuperação consciente enquanto as memórias involuntárias se tornam mais acessíveis e suscetíveis a estímulos externos. A vertente do mecanismo básico propõe que o evento traumático gera uma codificação aprimorada e coesa que facilita a recordação tanto voluntária quanto involuntária. Há controvérsia sobre os critérios que definem uma memória involuntária pois acreditava-se que tais memórias perdiam os aspectos temporais e espaciais fazendo com que o indivíduo não distinguisse tempo e lugar ao reviver o evento. Essa visão postula que a memória involuntária utiliza um mecanismo distinto no qual as emoções da codificação são reexperimentadas durante o flashback o que pode ser especialmente angustiante em casos traumáticos. A forma dos flashbacks permanece estática em cada ocorrência mesmo diante de novas informações contraditórias. Pesquisas indicam que as memórias involuntárias originam-se de estímulos associados ao início do trauma ou de estímulos com forte significado emocional que se transformam em sinais de alerta capazes de desencadear flashbacks mesmo em contextos distintos. Segundo Ehlers e Clark a codificação defeituosa impede a incorporação de informações contextuais tornando o indivíduo sensibilizado a esses estímulos que passam a atuar como gatilhos mesmo em contextos sem perigo. A visão do mecanismo especial sugere ainda que tais gatilhos ativam a memória fragmentada do evento enquanto mecanismos cognitivos protetores inibem sua recuperação e a Teoria da representação dual propõe dois sistemas: um acessível verbalmente e outro situacionalmente. Em contrapartida a vertente do mecanismo básico defende que não existem sistemas separados e que a diferença reside no mecanismo de recuperação que é descontrolado e induzido por estímulos externos na recordação involuntária enquanto a recordação voluntária é controlada e orientada para objetivos. Estudos indicam que cerca de cinco por cento dos indivíduos com flashbacks vivenciam episódios positivos não traumáticos que compartilham intensidade e mecanismo de recuperação semelhantes aos flashbacks negativos diferenciando-se apenas pela natureza da emoção evocada.

## Cognição

### Memória sensorial
A memória é tradicionalmente dividida em processos sensoriais de curto prazo e de longo prazo. Itens percebidos ou detalhes sensoriais intensos podem desencadear flashbacks. Essas experiências ocorrem pouco antes do flashback e atuam como estímulos condicionantes aumentando a probabilidade de seu surgimento; o contra-condicionamento e a reescrita da memória podem ajudar a dissociar o estímulo da recordação.

### Memória de curto prazo e memória de trabalho
Suspeita-se que memórias perturbadoras possam afetar a memória de curto prazo. Em indivíduos com flashbacks o hipocampo relacionado à memória de trabalho pode ser afetado embora estudos indiquem que as memórias intrusivas não comprometem essa função.

### Memória de longo prazo
A memória de longo prazo que armazena a maior parte das informações é central nos flashbacks. Rasmuseen e Berntsen afirmam que os processos de memória de longo prazo podem formar o núcleo do pensamento espontâneo. Esses estudos mostram que fatores como o efeito de recência, excitação e ensaio afetam sua acessibilidade e que as memórias involuntárias se recuperam com menos esforço e de forma automática diferenciando-se das memórias voluntárias que incorporam informações contextuais temporais e espaciais, as quais se ausentam durante os flashbacks.

### Memória episódica
A memória episódica é uma forma de memória de longo prazo que abrange recordações autobiográficas intensas. Por ser declarativa a probabilidade de ser lembrada aumenta com a pessoalidade e memórias perturbadoras associam-se a estímulos familiares reforçados pela consolidação. A diferença em relação aos pensamentos intrusivos é que estes são mais difíceis de esquecer. Reduzir a intensidade emocional pode transformar uma memória intrusiva em uma recordação episódica mais serena.

## Neurociência

### Anatomia
Diversas regiões cerebrais estão associadas aos flashbacks. Os lobos mediais do temporal o precuneus, o posterior cingulate gyrus e o prefrontal cortex são frequentemente citados em função da recuperação de memória. Os lobos mediais do temporal estão ligados à memória episódica e declarativa e danos nessa área comprometem esse sistema. O hipocampo localizado nessa região tem papel na consolidação da memória. Estudos de neuroimagem indicam que os flashbacks ativam áreas relacionadas à recuperação de memória. O precuneus na região parietal superior e o posterior cingulate gyrus colaboram nesse processo assim como áreas do prefrontal cortex. Dessa forma o lobo temporal medial o precuneus o lobo parietal superior e o giro cingulado posterior desempenham papel na recuperação de memória durante os flashbacks.

### Investigações clínicas
As causas específicas dos flashbacks ainda não foram confirmadas. Diversos estudos apontam fatores potenciais e psiquiatras sugerem que crises no lobo temporal podem estar relacionadas. Por outro lado hipóteses envolvendo o uso de Medicação ou outras substâncias Síndrome de Charles Bonnet palinopsia tardia alucinações fenômenos dissociativos e Transtorno de despersonalização e desrealização foram descartadas. Um estudo com Segunda Guerra Mundial Prisioneiro de guerra demonstrou por meio de questionários que memórias autobiográficas extremamente traumáticas podem persistir por até sessenta e cinco anos. Até então as pesquisas sobre flashbacks limitavam-se a indivíduos que os experienciavam restringindo os estudos a observações. Tratamentos foram desenvolvidos para modificar o conteúdo das memórias intrusivas reestruturando-as de modo a eliminar suas conotações negativas e permitindo que o paciente viva sem se fixar nesses episódios aprendendo a identificar estímulos que possam desencadear flashbacks.

### Investigações por neuroimagem
Técnicas de Neuroimagem têm sido empregadas para identificar diferenças estruturais e funcionais no cérebro de indivíduos com flashbacks. Esses métodos incluem tomografia computadorizada PET ressonância magnética funcional e magnetoencefalografia e baseiam-se na distinção entre Memória explícita e Memória implícita que determinam se a recordação ocorre de forma consciente ou involuntária. Geralmente utiliza-se raciocínio subtrativo em que o participante recorda primeiro uma memória de forma voluntária e em seguida através de estímulos emocionais de forma involuntária sendo atribuídas as diferenças na atividade cerebral à forma de recuperação. Estudos com pacientes com TEPT durante flashbacks identificaram ativação elevada em regiões do córtex dorsal como o Lobo occipital médio, o Córtex motor primário e a Área motora suplementar. Essa ativação pode explicar as intensas experiências visuais enquanto a redução de atividade em áreas como o Córtex temporal inferior e o Parahipocampo responsáveis pelo processamento de relações allocêntricas pode contribuir para a sensação de Dissociação da realidade.

### Relações com doenças mentais e uso de drogas
Os flashbacks são frequentemente associados a transtornos mentais figurando entre os sintomas e critérios diagnósticos do TEPT Transtorno de estresse agudo e Transtorno obsessivo-compulsivo. Também são observados em casos de transtorno bipolar, depressão, saudade, experiências de quase-morte crises epilépticas e abuso de substâncias. Alguns estudos sugerem que certas drogas podem provocar flashbacks. Usuários de Ácido lisérgico dietilamida às vezes relatam flashbacks de ácido. Estudos indicam que o uso do canabinoide sintético Nabilone pode reduzir flashbacks diurnos em pacientes com TEPT enquanto outros sugerem que o THC armazenado em células adiposas por meio da lipólise pode desencadear flashbacks.

## Cultura
O fenômeno tem sido amplamente retratado no cinema e na televisão com representações precisas especialmente em contextos de guerra que associam os flashbacks ao TEPT decorrente dos traumas vividos em conflitos. Um dos primeiros exemplos é o filme de 1945 Mildred Pierce (filme).